# 1483 en philosophie
Chronologie de la philosophie
- 1479
- 1480
- 1481
- 1482
- 1483
- 1484
- 1485
- 1486
- 1487

L’année 1483 a été marquée, en philosophie, par les événements suivants :

## Naissances
- 6 mars à Florence : François Guichardin ou le Guichardin (en italien Francesco Guicciardini,  mort le 22 mai 1540 à Arcetri) était un historien, un philosophe, un diplomate et un homme politique florentin du XVIe siècle.